# Sozialdemokratische Gemeinschaft für Kommunalpolitik
Die Sozialdemokratische Gemeinschaft für Kommunalpolitik e. V. (Bundes-SGK) ist der Zusammenschluss der sozialdemokratischen deutschen Kommunalpolitiker. Die Bundes-SGK ist ein eingetragener Verein und keine Parteigliederung der Sozialdemokratischen Partei Deutschlands (SPD). Die SGK hat das Ziel, sozialdemokratische Grundsätze in der Kommunalpolitik zu verwirklichen. Die Bundes-SGK wurde im Jahr 1978 in Kassel gegründet. Neben der Bundes-SGK gibt es in allen Ländern Landesverbände.

## Geschichte
Am 10. September 1978 wurde die Sozialdemokratische Gemeinschaft für Kommunalpolitik in der Bundesrepublik Deutschland e. V. (Bundes-SGK) in Kassel gegründet. Zum Zeitpunkt der Gründung existierten schon SGKs in den Ländern Nordrhein-Westfalen, Schleswig-Holstein und Rheinland-Pfalz. In allen übrigen deutschen Bundesländern folgten die Gründungen danach.
Neben der Gründungsveranstaltung in Kassel hat die Bundes-SGK bis zum Jahr 2016 insgesamt 16 Bundesdelegiertenversammlungen durchgeführt, nämlich im November 1980 in Dortmund, im Februar 1983 in Mainz, im März 1985 in Frankfurt, im Mai 1987 in Mainz, im Juni 1989 in Hamm, im Juni 1991 in Bremen, im April 1994 in Rostock, im Mai/Juni 1996 in Böblingen, im November 1998 in Magdeburg, im Februar 2001 in Rüsselsheim, im März 2003 in Dortmund, im März 2006 in Hannover, im November 2008 in Erfurt, im November 2010 in Bremen und im Februar 2013 in Würzburg. Die letzte Delegiertenversammlung der Bundes-SGK fand am 22./23. April 2016 in Potsdam statt.

## Mitglieder
Der SGK gehören 25.000 Mitglieder an. Zu den Mitgliedern gehören Mitglieder der Vertretungen der Städte, Gemeinden und Kreise, Bezirksvertreter, in Ausschüssen tätige sachkundige Bürger, Beschäftigte der Kommunen sowie Personen, die in der öffentlichen Verwaltung ein Amt oder in der SPD eine Funktion mit kommunalpolitischem Bezug haben.
Fachorgan der Bundes-SGK ist die „Demokratische Gemeinde“, kurz DEMO. Vorsitzender der Bundes-SGK ist Thorsten Kornblum, Oberbürgermeister von Braunschweig (SPD).

## Aufgaben
- Entwicklung von Empfehlungen und Arbeitshilfen für die praktische Politik in den kommunalen Vertretungen und Körperschaften
- Interessenvertretung der sozialdemokratischen Kommunalpolitiker gegenüber dem Bundestag, dem Bundesrat und der Bundesregierung
- Durchführung von bundesweiten Fachtagungen, Konferenzen und Seminaren zum Zweck der Fortbildung und Information sozialdemokratischer Kommunalpolitiker
- Kontaktpflege zu den kommunalen Spitzenverbänden auf der Bundesebene sowie zu anderen nationalen und internationalen für die Kommunalpolitik wichtigen Institutionen